# Elektronická dražba
Elektronická dražba je jednou z forem zpeněžení majetku povinného v rámci exekučního řízení. Nejedná se o elektronickou aukci, aukce je dobrovolný prodej majetku.
Koncept elektronických dražeb je stejný jako u dražeb fyzických. Hlavní rozdíl je v místě provedení dražby a náležitostí s ní spojených. U elektronických dražeb probíhá celý proces – registrace, přihlášení k dražbě i dražba samotná na internetu.

## Česká republika
V České republice se jedná o novinku široce využívanou až od roku 2014. Předmětem dražby mohou být věci movité i nemovité, které byly zabaveny v rámci exekuce. V současné době je elektronická dražba využívána především k prodeji věcí nemovitých. U věcí movitých se dává přednost dražbám fyzickým. Většina prodejů nemovitostí v dražbě probíhá prostřednictvím elektronických dražeb.

### Legislativa
- zákon o veřejných dražbách[2]
- občanský soudní řád (dále OSŘ)[4]
- daňový řád[5]
- exekuční řád (dále EŘ)[6]

Poznámka k OSŘ: V elektronické dražbě dle OSŘ není licitátor a účastníky dražby jsou kromě dražitele i povinný či oprávněný. Zatímco dražitel má právo činit podání, jako v kterékoliv dražbě, oprávněný nebo povinný má pouze právo podat před udělením příklepu námitky. Pokud je nějaká podaná námitka soudem přijata (akceptována), potom pokračuje dražba s vyvoláním předposledního podání.
Poznámka k EŘ: Dražba se standardně prodlužuje, uplyne-li od posledního učiněného podání pět minut, aniž by bylo učiněno vyšší podání, elektronická dražba se tím končí. Jinými slovy v exekuční dražbě není ono Poprvé, Podruhé a Potřetí před udělením příklepu.

## Výhody elektronické dražby
Hlavní výhodou elektronické dražby je možnost účasti většího množství dražitelů než u dražby fyzické. S tím je spojena možnost dosáhnutí vyšší ceny, uspokojení většího množství pohledávek a umoření dluhu povinného. Není též možná tajná dohoda dražitelů, která snižuje cenu. Každý dražitel má své dražební číslo, které zná jen on a dražebník. Další nespornou výhodou je i nižší cena za provedení dražby. V současné době většina exekutorských kanceláří využívá systému elektronických dražeb. 

## Účast v elektronické dražbě
Před dražbou je nutné provést registraci na zvoleném dražebním serveru, registrační formulář podepsat, podpis nechat úředně ověřit a odeslat na adresu provozovatele serveru. Po provedení registrace se z Vás stane ověřený uživatel a dle druhu registrace je možné účastnit se vybraných dražeb. Před účastí v konkrétní dražbě je nutné se k ní zaregistrovat a odeslat dražební jistotu na účet exekutora.

## Převzetí předmětu dražby
Jestliže v dražbě získáte nejvyšší podání je Vám udělen příklep, pokud následně doplatíte nejvyšší podání, můžete převzít den po doplacení předmět dražby. V případě věcí movitých jej můžete převzít v sídle exekutora, v případě věcí nemovitých zajišťuje dražebník přepis majetkových práv na nového vydražitele.